# کتابخانه قبرس
کتابخانه قبرس (یونانی: Κυπριακή Βιβλιοθήκη، Kypriakī́ Vivliothī́kī) کتابخانه ملی جمهوری قبرس است.

## گاه‌شمار
- ۱۹۲۷ - تأسیس کتابخانه عمومی قبرس به ابتکار فرماندار مستعمره بریتانیا سر رونالد استورز.
- ۱۹۶۸- قانون کتابخانه عمومی قبرس کنترل کتابخانه (از کنترل شهرداری) را به وزارت آموزش و پرورش و فرهنگ منتقل کرد.
- ۱۹۷۴- نقل مکان به محل اصلی خود در سنگر داویلا دیوارهای ونیزی نیکوزیا.
- ۱۹۸۷- تدوین قانون جدید تأسیس کتابخانه قبرس.